# Sergej Kutuzov
Sergej Dmitrievič Kutuzov (in russo Сергей Дмитриевич Кутузов?; 9 aprile 1999) è un lottatore russo, specializzato nella lotta greco-romana.

## Biografia
Ha rappresentato la Federazione russa di lotta ai mondiali di Oslo 2021, dove è rimasto sconfitto in finale contro l'armeno Malkhas Amoyan.

## Palmarès
| Anno                                               | Manifestazione  | Sede    | Evento | Risultato | Note |
| -------------------------------------------------- | --------------- | ------- | ------ | --------- | ---- |
| In rappresentanza della Russia                     |                 |         |        |           |      |
| 2019                                               | Mondiali junior | Tallinn | 67 kg  | 15º       |      |
| 2021                                               | Europei U23     | Skopje  | 72 kg  | Bronzo    |      |
| In rappresentanza della Federazione russa di lotta |                 |         |        |           |      |
| 2021                                               | Mondiali        | Oslo    | 72 kg  | Argento   |      |